# فدراسیون بین‌المللی تکواندو در ایران
انجمن تکوان-دو ای تی اف ایران نماینده رسمی فدراسیون بین‌المللی تکوان-دو ای تی اف در ایران است. که با تلاش و پیگیری استاد جاوید شاهوردی در سال ۱۳۸۵ پس از ۳۰ سال در ایران بنیان نهاده شد. پیرو برگزاری سومین مجمع عمومی تکوان-دو ای تی اف ایران در سال ۱۳۹۵ استاد جاوید شاهوردی به ریاست ای تی اف ایران انتخاب گردید.

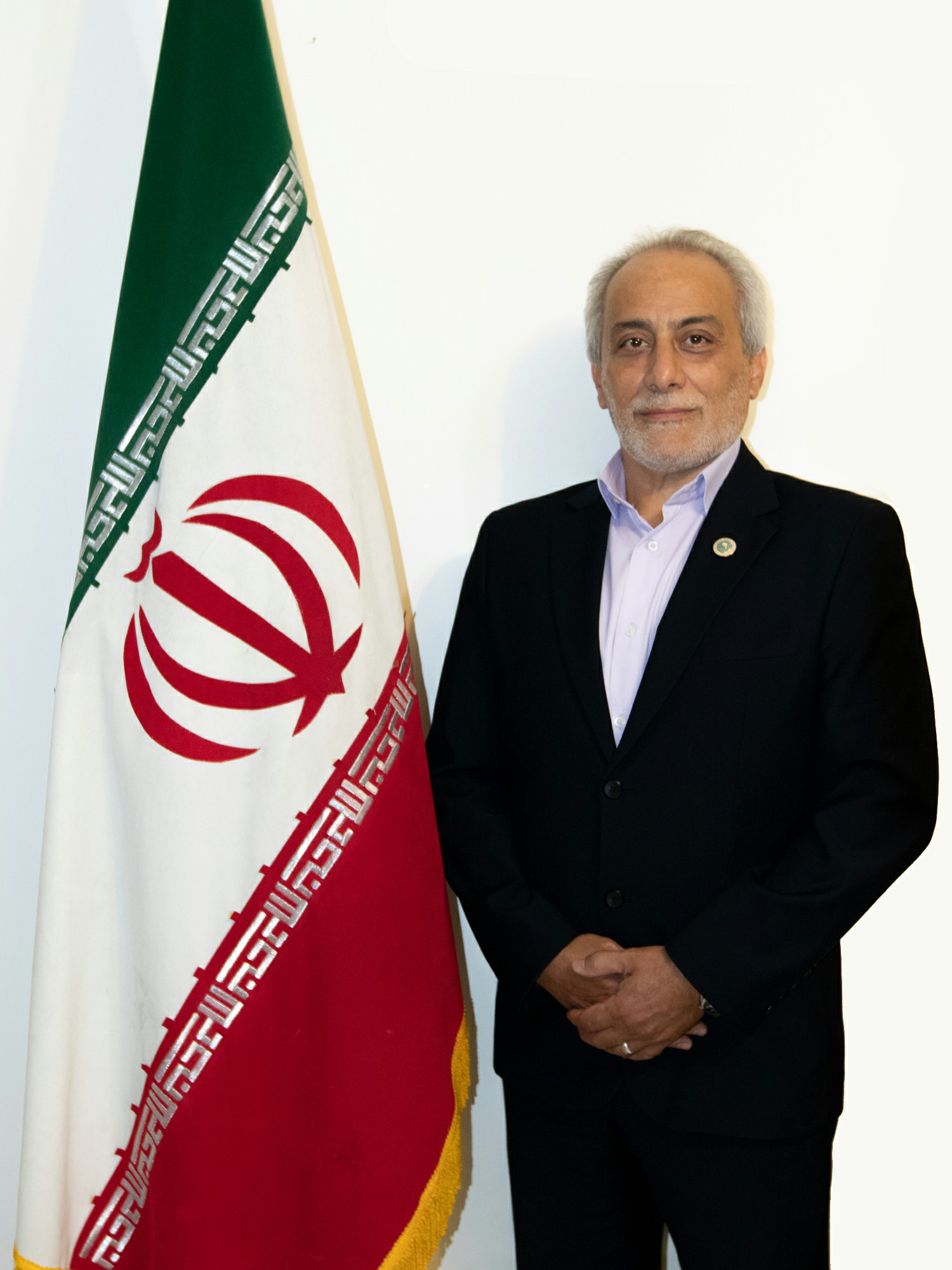

تکوان-دو دارای دو سبک اصلی می‌باشد ITF و WT. این دو به عنوان دو بدنه اصلی تکواندو در جهان مطرح می‌باشند. ITF سبک اصلی و مادر که در سال ۱۹۶۶ در قالب فدراسیون در سئول به ثبت رسید ' WT پس از انتقال فدراسیون بین‌المللی تکوان-دو ابتدا به کانادا و پس از آن به اتریش در سال ۱۹۷۳ تشکیل گردید.
تکوان-دو ای تی اف ایران به ریاست استاد جاوید شاهوردی تنها نماینده رسمی و تام‌الاختیار فدراسیون بین‌المللی تکوان-دو در ایران است و نماینده WT فدراسیون تکواندو جمهوری اسلامی می‌باشد.

## تاریخچه تکوان-دو ای تی اف

بنیانگذار تکوان-دو ژنرال چوی هونگ هی

ورزش رزمی تکوان-دو در مجمعی به ریاست ژنرال چوی هونگ هیدر سال ۱۹۵۵ در کره نام گذاری شد. و متعاقب آن، انجمن تکواندو کره در همان سال به ریاست ایشان تشکیل گردید. تا این که با تلاش‌های ایشان و شاگردانشان در سال ۱۹۶۶ انجمن به فدراسیون بین‌المللی تکوان-دو تبدیل گردید. ژنرال چوی تمام زندگی خود را صرف گسترش این ورزش نمود و در سال ۲۰۰۲ چشم از جهان فروبست. یکی از جمله‌های زیبایی که لحظاتی قبل از فوت در وصیت‌نامه ایشان ثبت شده «من خوشبخت‌ترین مردان زمین هستم چون بیشترین گل را در این دنیا دارم»
پس از درگذشت او پروفسور چانگ آونگ (عضو رسمی کمیته بین‌المللی المپیک) بنا بر وصیت ژنرال چوی و همچنین رای مجمع عمومی فدراسیون بین الملی تکوان-دو از سال ۲۰۰۲ تا ۲۰۱۵ سکاندار تکوان-دو ای تی اف جهان بودند. در سال ۲۰۱۵ با پایان یافتن دوره ریاست درخشان ایشان، پرفسور استاد ری آونگ سان به ریاست ای تی اف برگزیده شد.

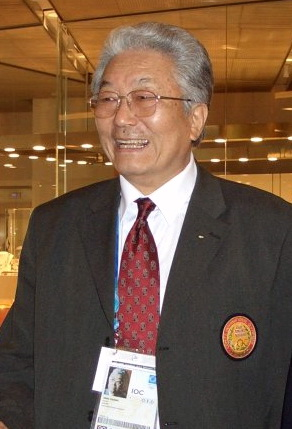
پروفسورچانگ آونگ، رئیس دایم العمر افتخاری ای تی اف

### بازدید دومین رئیس فدراسیون بین‌المللی تکوان-دو از ایران
پروفسور چانگ آونگرئیس وقت فدراسیون بین‌المللی تکوان-دو عضو رسمی IOC, به همراه استاد بزرگ لئونگ وی مونگ نایب رئیس فدراسیون، , و ریاست فعلی فدراسیون بین‌المللی تکوان-دو که در آن زمان دبیر ITF  پرفسور استاد ری آونگ سان در اسفند۱۳۸۷ به مدت ۵ روز به ایران سفر کردند. و در آن سفر با رئیس وقت سازمان تربیت بدنی و دیگر مسئولان کمیته ملی المپیک ملاقاتهایی داشتند. و در طی برگزاری سمینار بزرگ انجمن ای تی اف ایران از آن مقامات و ایرانیان تشکر ویژه خود را ابراز داشتند.
- نخستین سمینار فدراسیون بین‌المللی تکواندو در ایران زیر نظر انجمن ای تی اف برگزار شد. دستاوردهای این سمینار در جلسه‌ای با سخنرانی پروفسور چانگ آونگ به اطلاع گروهی از دست‌اندرکاران ورزش کشور و برخی از نمایندگان مجلس شورای اسلامی رسید.
- بسیاری از علاقه‌مندان ورزش تکوان-دو در ایران موفق به دیدار با رئیس فدراسیون بین‌المللی تکواندو شدند.
- استاد بزرگ لئونگ وی منگ در سمینار جداگانه‌ای، تکنیک‌های ورزش رزمی تکوان- دو را برای مربیان و کهنه‌کاران تکواندو ایران شرح داد.

## پیوند به منابع معتبر ای تی اف تکوان-دو
- [www.itftkd.org سایت رسمی فدراسیون بین‌المللی تکواندو [www.itft-kd.org]]
- وبگاه رسمی فدراسیون بین‌المللی تکواندو در ایران (آی‌تی‌اف ایران)
- سایت رسمی فدراسیون آسیایی تکوان-دو